# HD 109000
HD 109000，又名CP-62 2805，SAO 251946、HR 4771，是一颗恒星，视星等为5.95，位于銀經300.76，銀緯-0.72，其B1900.0坐标为赤經12h 26m 15.8s，赤緯-62° -0.72′ 14″。